# Eugène Tilloy
Pour les articles homonymes, voir Tilloy.
Eugène-Jules Tilloy (9 octobre 1878, Rouen - 8 octobre 1961, La Neuville-Chant-d'Oisel), est un homme politique français.

## Biographie
Eugène Tilloy est réformé du service national pour raisons de santé. Maire de Sotteville-lès-Rouen (1912-1944) et conseiller général, il est député de la Seine-Inférieure de 1924 à 1928. Il est imprimeur-directeur du Journal de Sotteville.
Il est nommé chevalier de la Légion d'honneur en 1937.
Une rue de Sotteville-lès-Rouen porte son nom.

## Distinctions
- Chevalier de la Légion d'honneur (1937)

## Sources
- « Eugène Tilloy », dans le Dictionnaire des parlementaires français (1889-1940), sous la direction de Jean Jolly, PUF, 1960 [détail de l’édition]